# Glaurocara nigrocornis
Glaurocara nigrocornis là một loài ruồi trong họ Tachinidae.